# Anoxioides bytinskisalzi
Anoxioides  es un género monotípico de coleópteros escarabeidos. Su única especie, Anoxioides bytinskisalzi, es originaria de Israel.